# Inonotus ludovicianus
Inonotus ludovicianus är en svampart som först beskrevs av Narcisse Theophile Patouillard, och fick sitt nu gällande namn av William Alphonso Murrill 1915. Inonotus ludovicianus ingår i släktet Inonotus och familjen Hymenochaetaceae.   Inga underarter finns listade i Catalogue of Life.